# بانولو سان فيتو
بانولو سان فيتو، قرية في مقاطعة مانتوفا في منطقة لومباردي الإيطالية، تقع على بعد حوالي 140 كيلومترًا (87 ميل) جنوب شرق ميلانو وحوالي 11 كيلومترًا (7 ميل) جنوب شرق مانتوفا.
وُجدت آثارًا إترورية في أراضيها. كما تعد منطقة سان نيكولو بو مسقط رأس الدراج ليركو جويرا.

## الروابط خارجية
- الموقع الرسمي